# PLS (синхротрон)
Pohang Light Source (PLS) — ускорительный комплекс, источник синхротронного излучения 3-го поколения в городе Пхохан, Южная Корея. Комплекс управляется лабораторией PAL (Pohang Accelerator Laboratory) и POSTECH (Пхоханский университет науки и технологии).

## PLS-I
Строительство источника синхротронного излучения инициировали в 1988 году Tai Joon Park — глава Пхоханской сталелитейной компании POSCO, и Hogil Kim — президент POSTECH. 2/3 финансирования (190 млн долларов) взяла на себя компания POSCO. К 1994 году был построен линейный ускоритель электронов на энергию 2 ГэВ и синхротрон на энергию 2.5 ГэВ, с током пучка 190 мА в 400 сгустках, эмиттансом 19 нм·рад. В 2002 году был произведён апгрейд линака до 2.5 ГэВ. Длина линака 160 м, питание от 12 клистронов мощностью 80 МВт. К 2008 году на кольце функционировало 28 каналов вывода СИ к потребителям.

## PLS-II
В 2009 году стартовал трёхлетний план апгрейда источника СИ до энергии 3 ГэВ, с током электронного пучка 400 мА, и эмиттансом 5.8 нм·рад. Линейный ускоритель модернизирован, теперь это 46 ускоряющих секций, питаемых 16-ю 200-мегаваттными импульсными модуляторами и 16-ю 80-мегаваттными клистронами, что позволяет ускорять пучок электронов до конечной энергии 3 ГэВ, с частотой повторения до 10 Гц.
Старое кольцо PLS было полностью демонтировано в 2011 году, и в том же тоннеле за 6 месяцев собран новый синхротрон PLS-II. Кольцо состоит из 12 суперпериодов, каждый из которых включает ахроматический поворот на основе ячейки DBA (Double Bend Achromat) и прямолинейные промежутки длиной 6.88 и 3.69 метра для установки излучательных вигглеров и ондуляторов. В 2012 году начата работа на пользователей, функционирует 30 каналов вывода СИ.
| Основные параметры синхротрона           | Основные параметры синхротрона |
| ---------------------------------------- | ------------------------------ |
| Энергия электронов, E                    | 3.0 ГэВ                        |
| Периметр, П                              | 281.82 м                       |
| Частота ВЧ, fвч                          | 499.97 МГц                     |
| Бетатронные частоты, νx, νy              | 15.245, 9.18                   |
| Разброс энергий в пучке, σδE/E           | 1.×10−3                        |
| Горизонтальный эмиттанс, εx              | 5.8 нм·рад                     |
| Время радиационного затухания, τs, τx=τz | 3.27 мс, 6.56 мс               |
| Полный ток пучка, Ib                     | 400 мА                         |
| Потери мощности на излучение             | 517 кВт                        |